# Las Żdanicki
Las Żdanicki (513.2*; cz. Ždánický les, niem. Steinitzer Wald) – wyżynny mezoregion w Zewnętrznych Karpatach Zachodnich. Leży w południowych Morawach w Czechach.
Las Żdanicki stanowi południowo-zachodnią ćwiartkę izolowanego łańcucha Karpat Środkowomorawskich – dolina Trkmanki dzieli go od Pogórza Kyjowskiego, a dolina Litavy – od Pogórza Litenczyckiego. Na zachodzie i południu Las Żdanicki otaczają obniżenia Podkarpacia Zachodniego: Obniżenie Dyjsko-Swrateckie i Brama Westonicka.
Las Żdanicki jest zbudowany z iłowców i piaskowców fliszu karpackiego. Stanowi dość mocno rozczłonkowany płaskowyż, podnoszący się z południowego zachodu na północny wschód. Powierzchnia regionu wynosi 470 km², przeciętna wysokość – 270 m n.p.m., najwyższa kulminacja to U Slepice (438 m n.p.m.) na północno-wschodnim skraju. Dzieli się na mikroregiony:
- Boleradická vrchovina
- Dambořická vrchovina
- Hustopečská pahorkatina

Południowo-wschodnia część regionu stanowi gęsto zaludniony obszar rolniczy, północ porastają lasy dębowe i bukowe. Eksploatowane są złoża ropy naftowej i gazu ziemnego. Największa miejscowość to Ždánice. Od 1996 istnieje Park Narodowy Las Żdanicki (Přírodní park Ždánický les, 68 km²).